# Wydział Filologiczny Uniwersytetu Opolskiego
Wydział Filologiczny Uniwersytetu Opolskiego (WF UO) – jeden z 9 wydziałów Uniwersytetu Opolskiego w Opolu powstały w 1996 roku w wyniku reorganizacji Wydziału Filologiczno-Historycznego i podzielenia go na wyżej wymieniony oraz Wydział Historyczno-Pedagogiczny Uniwersytetu Opolskiego. Kształci studentów na trzech podstawowych kierunkach zaliczanych do nauk humanistycznych, na studiach stacjonarnych oraz niestacjonarnych.
Wydział Filologiczny jest jednostką interdyscyplinarną. W jego ramach znajduje się 5 instytutów. Aktualnie zatrudnionych jest 115 pracowników naukowo-dydaktycznych (z czego 13 na stanowisku profesora zwyczajnego, 21 na stanowisku profesora nadzwyczajnego ze stopniem doktora habilitowanego, 13 na stanowisku adiunkta ze stopniem doktora habilitowanego, 58 na stanowisku adiunkta ze stopniem doktora oraz 10 asystentów z tytułem magistra).
Według stanu na 2015 rok na wydziale studiuje łącznie 1332 studentów (w tym 1239 na studiach dziennych, 93 na studiach zaocznych) oraz kilkudziesięciu doktorantów, odbywających studia doktoranckie w ramach Wydziałowego Studium Doktoranckiego.
Wydział ma uprawnienia do nadawania następujących stopni naukowych: doktora nauk humanistycznych w zakresie: literaturoznawstwa, kulturoznawstwa i językoznawstwa, oraz doktora habilitowanego w zakresie: literaturoznawstwa i językoznawstwa.

## Poczet dziekanów
Wydział Filologiczny
- 1952–1958: dr Stanisław Dąbrowski – filolog polski

Wydział Filologiczno-Historyczny
- 1959–1962: dr hab. Józef Madeja – pedagog
- 1962–1966: prof. dr hab. Władysław Dziewulski – historyk (historia średniowiecza)
- 1966–1968: prof. dr hab. Eugeniusz Konik – historyk (historia starożytna)
- 1968–1987: prof. dr hab. Feliks Pluta – filolog polski (dialektologia)
- 1987–1993: prof. dr hab. Zdzisław Piasecki – filolog polski (literaturoznawstwo)
- 1993–1995: prof. dr hab. Franciszek Marek – pedagog (historia oświaty)
- 1995–1996: prof. dr hab. Stanisław Gawlik – pedagog (historia wychowania)

Wydział Filologiczny
- 1996–1999: prof. dr hab. Zdzisław Piasecki – filolog polski (literaturoznawstwo)
- 1999–2005: prof. dr hab. Stanisław Kochman – filolog (językoznawca słowiański)
- 2005–2012: prof. dr hab. Irena Jokiel – filolog polski (historia literatury XIX w.)
- 2012–2016: dr hab. Andrzej Ciuk – filolog (literaturoznawstwo angielskie)
- 2016–2019: dr hab. Joanna Czaplińska – filolog (literaturoznawstwo czeskie)
- od 2019 r.: dr Elżbieta Szymańska-Czaplak – filolog (językoznawstwo stosowane)

## Kierunki kształcenia

### Studia I stopnia
Dostępne kierunki:
- Bohemistyka antropologiczno-kulturowa
- Edytorstwo
- English in Public Communication
- English Philology
- English Philology, practical profile
- Filologia polska
- Filologia romańska od podstaw
- Game Studies
- Germanistik
- Język angielski w turystyce
- Język biznesu
- Język polski od postaw z językiem niemieckim
- Lingwistyka stosowana
- Logopedia z językiem polskim jako obcym
- Media Cultures

### Studia II stopnia
Dostępne kierunki:
- Digital Cultures
- English Philology
- English Philology Teacher Training Programme
- Filologia Polska
- Germanistik
- Langue française, institutions européennes et relations internationales
- Logopedia
- Master Of Liberal Arts

## Struktura organizacyjna

### Instytut Językoznawstwa
Dyrektor: prof. dr hab. Jolanta Nocoń
- Katedra Akwizycji Języka Angielskiego
- Katedra Języka Angielskiego
- Katedra Języka Francuskiego
- Katedra Języka Niemieckiego
- Katedra Języka Polskiego
- Katedra Języków Słowiańskich
- Katedra Nauk o Kulturze i Religii
- Katedra Logopedii

### Instytut Nauk o Literaturze
Dyrektor: prof. dr hab. Ryszard Wolny
- Katedra Literatury Polskiej
- Katedra Literatur Anglojęzycznych
- Katedra Literatur Słowiańskich
- Katedra Literatury Niemieckojęzycznej
- Katedra Literatury Francuskiej i Frankofońskiej
- Katedra Badań nad Europejskim Dziedzictwem Kulturowym